# Тіндварі
Тіндварі — містечко (нагар панчаят) в Індії, штат Уттар-Прадеш, округ Банда.
Згідно з переписом населення 2011 року в містечку проживало 11113 осіб, з яких 5914 були чоловіками, а 5199 жінками. Грамотність серед населення складає 75,26 %, і вища за середню по штату (67,68 %). 88,94 % населення сповідували індуїзм, 10.98 % мусульмани, близько 0,07 % християни. У межах містечка знаходиться більше 1880 будинків.